# Auセット割
auセット割は、インターネットサービスプロバイダ各社の回線接続サービスを、KDDIと沖縄セルラー電話が提供するauと合わせて利用することで、利用料金を割り引くシステム。割引額は適用条件により異なり、月額500～1,200円の割引きが適用される。
auスマートバリューはau携帯電話の利用料金を割り引くサービスであり、インターネットサービスプロバイダ各社が主体となって割り引く点で異なる。

## 歴史
かねてKDDIはFMCを拡張したFMBCを戦略としており、2012年よりauスマートバリューを開始した。
2015年よりNTT東西がフレッツ光の回線卸を開始したことに伴い、MNO各社が割引サービスを発表した。これらを受け、FVNO各社がau携帯電話とのセット利用割引を相次いで開始した。
一部のサービスは契約受付を終了しており、auスマートバリューに集約された。

## 主な対象のサービス
- ひかりJ
- @nifty
- ASAHIネット
- ビッグローブ
- エディオン
- DTI
- So-net
- ひかりゆいまーる